# Dipachystigma secundum
Dipachystigma secundum är en stekelart som beskrevs av Girault 1917. Dipachystigma secundum ingår i släktet Dipachystigma och familjen puppglanssteklar. Inga underarter finns listade i Catalogue of Life.